# ムアンコン駅
ムアンコン駅（ムアンコンえき、タイ語:สถานีรถไฟเมืองคง ）は、タイ王国東北部ナコーンラーチャシーマー県コン郡にある、タイ国有鉄道東北線・北線の駅である。

## 概要
ムアンコン駅は、タイ王国東北部ナコーンラーチャシーマー県の人口約8万2千人が暮らすコン郡に位置する。町のほぼ中心部に位置し、駅の正面側は北西向きである。
クルンテープ駅（バンコク）より326.80 km 地点に位置し、首都バンコクより乗り換え無しでの直通列車は設定されていない。三等駅であり、1日に8本（4往復）の列車が発着しその全てが普通列車である。

## 歴史
タイ最初の官営鉄道であるクルンテープ駅 - アユタヤ駅間が1897年3月26日に開業した。その後当初計画のナコンラチャシーマ駅（当時の名称はコラート駅）まで完成すると、北本線、南本線の工事が始まりしばらく東北線の動きはなかった。32年後の1932年5月1日に当駅を含むブワヤイ駅まで延伸開業した。
- 1897年3月26日 【開業】クルンテープ駅 - アユタヤ駅 (71.08 km)
- 1897年5月1日 【開業】アユタヤ駅 - ケンコーイ駅 (54.02 km)
- 1898年3月3日 【開業】ケンコーイ駅 - ムワックレック駅 (27.20 km)
- 1899年5月25日 【開業】ムワックレック駅 - パークチョン駅 (27.63 km)
- 1900年12月21日 【開業】パークチョン駅 - ナコンラチャシーマ駅 (83.72 km)
- 1922年5月1日 【開業】ナコンラチャシーマ駅 - タノンチラ分岐駅 (2.63 km)
- 1929年5月1日 【開業】タノンチラ分岐駅 - ノーンスーン駅 (28.80 km)
- 1932年5月1日 【開業】ノーンスーン駅 - ブワヤイ駅 (50.42 km)

## 駅構造
2016年より開始されたタノンチラ - コーンケン間の複線化工事に合わせ2019年ごろ従来の低床単式ホーム1面1線であったプラットホームも高床島式2面4線へと近代化された。駅舎と各プラットホームは跨線橋により結ばれている。